# Dekanat żuromiński
Dekanat żuromiński – dekanat diecezji płockiej z siedzibą w Żurominie. 
Lista parafii:
| Lp | Miejscowość / parafia          | Proboszcz / administrator            | Zdjęcie |
| -- | ------------------------------ | ------------------------------------ | ------- |
| 1  | Bieżuń św. Stanisława BM       | ks. mgr Tomasz Ozimkowski od 2013    |         |
| 2  | Chamsk św. Floriana            | ks. mgr Sebastian Pakulski od 2022   |         |
| 3  | Kuczbork-Osada św. Bartłomieja | ks. mgr Bogusław Sabat od 2019       |         |
| 4  | Lubowidz św. Andrzeja Apostoła | ks.mgr Sławomir Grzegorz Stefański   |         |
| 5  | Niechłonin Wszystkich Świętych | ks. mgr Andrzej Petrykowski od 2023  |         |
| 6  | Poniatowo św. Floriana         | ks. dr Krzysztof Stępniak od 2014    |         |
| 7  | Sarnowo św. Józefa             | ks. mgr Marek Grabowik               |         |
| 8  | Stare Dłutowo św. Wawrzyńca    | ks. mgr Krzysztof Kowalski od 2002   |         |
| 9  | Syberia św. Józefa             | ks.mgr Dariusz Pargulski od 2022     |         |
| 10 | Zielona św. Marcina            | ks. mgr Andrzej Rosiak od 2010       |         |
| 11 | Zieluń św. Jana Nepomucena     | ks. mgr Sławomir Rosiński od 2002    |         |
| 12 | Żuromin św. Antoniego          | ks. kan. dr Tomasz Kadziński od 2020 |         |

stan na dzień 28.04.2024